# Kegeliella houtteana
Kegeliella houtteana är en orkidéart som först beskrevs av Heinrich Gustav Reichenbach, och fick sitt nu gällande namn av Louis Otho Otto Williams. Kegeliella houtteana ingår i släktet Kegeliella och familjen orkidéer. Inga underarter finns listade i Catalogue of Life.

## Bildgalleri

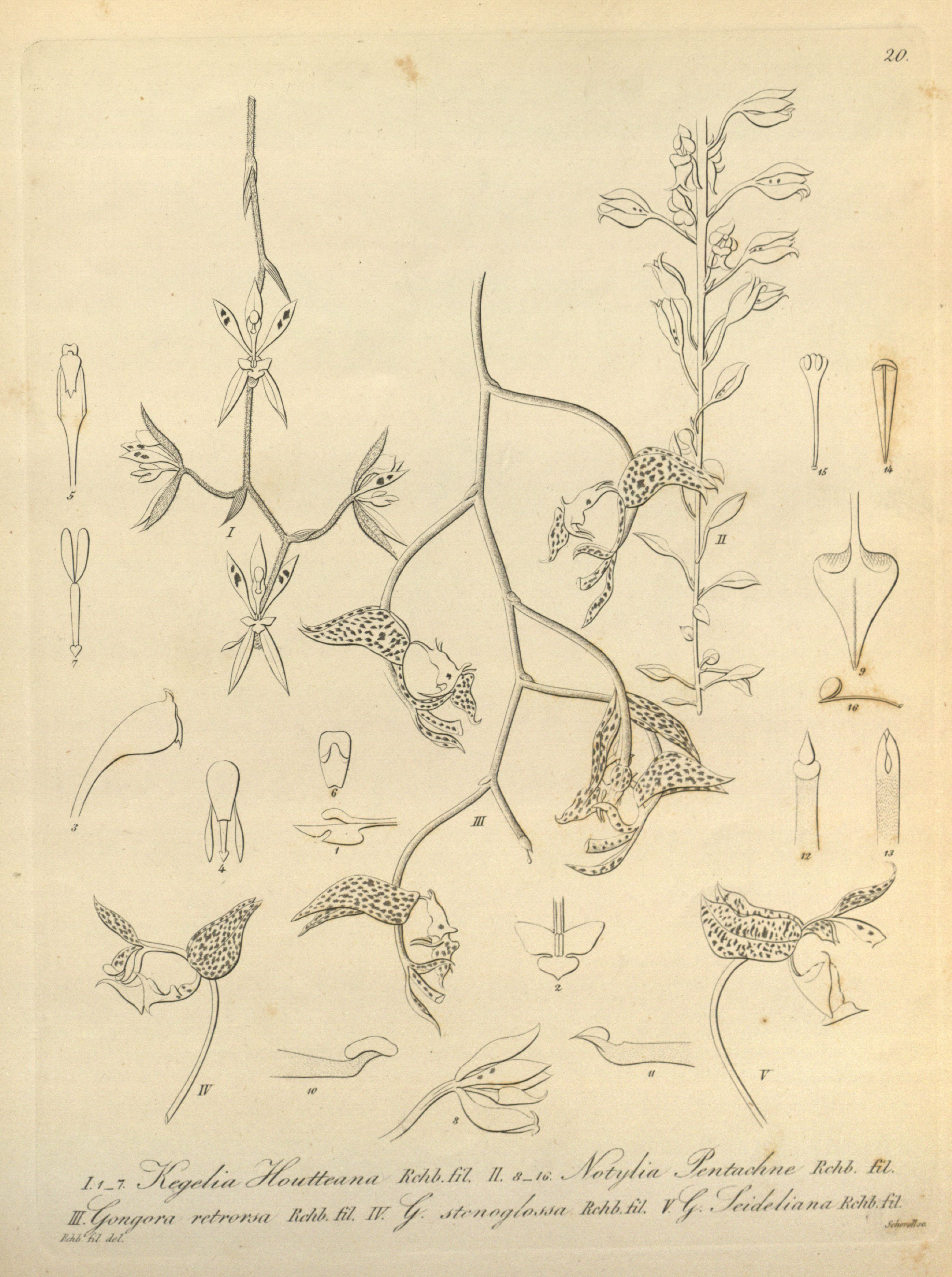
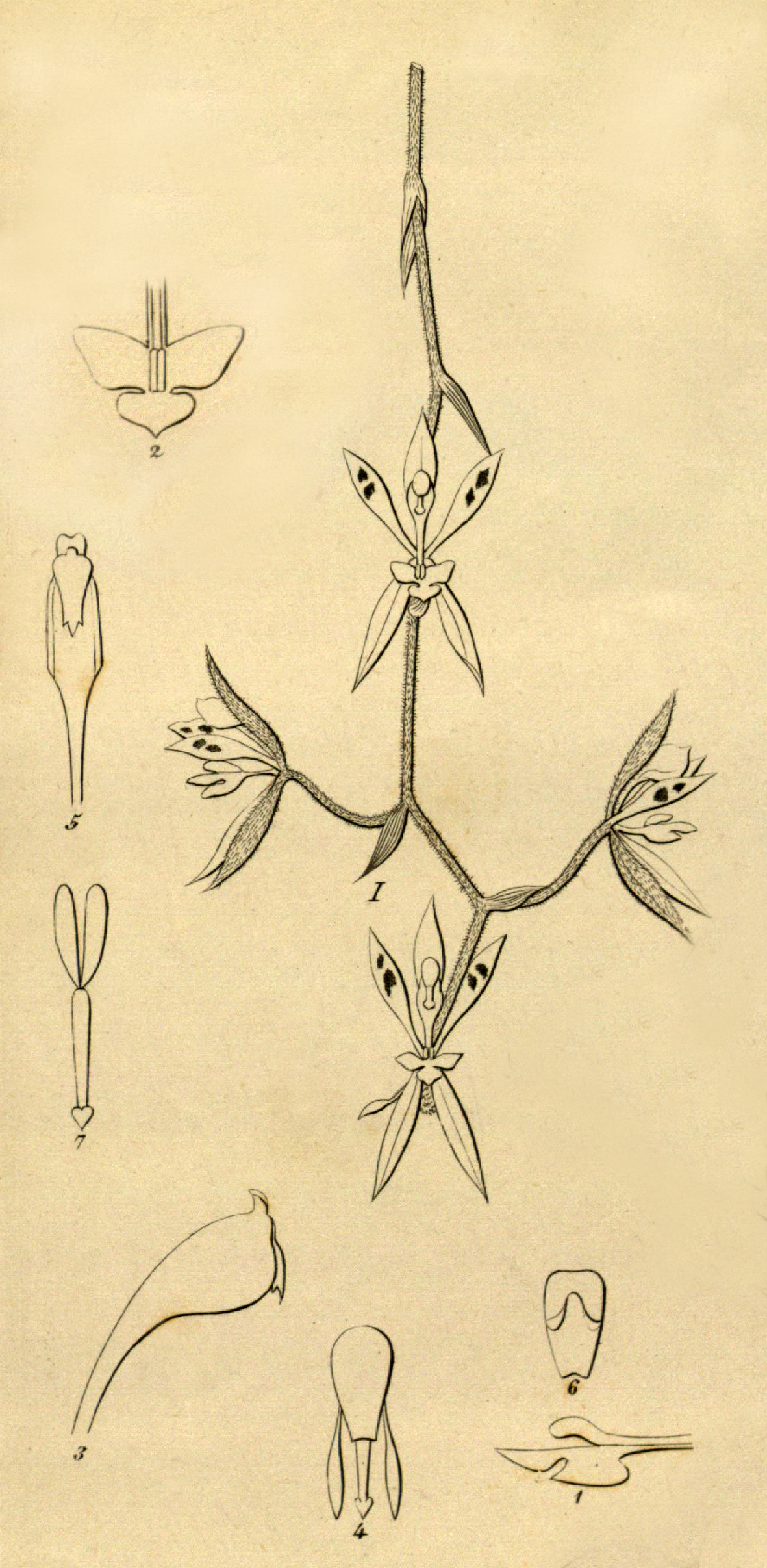